# 贫脉海桐
贫脉海桐（学名：Pittosporum oligophlebium），为海桐花科海桐花属下的一个植物种。